# Karel Měšťan

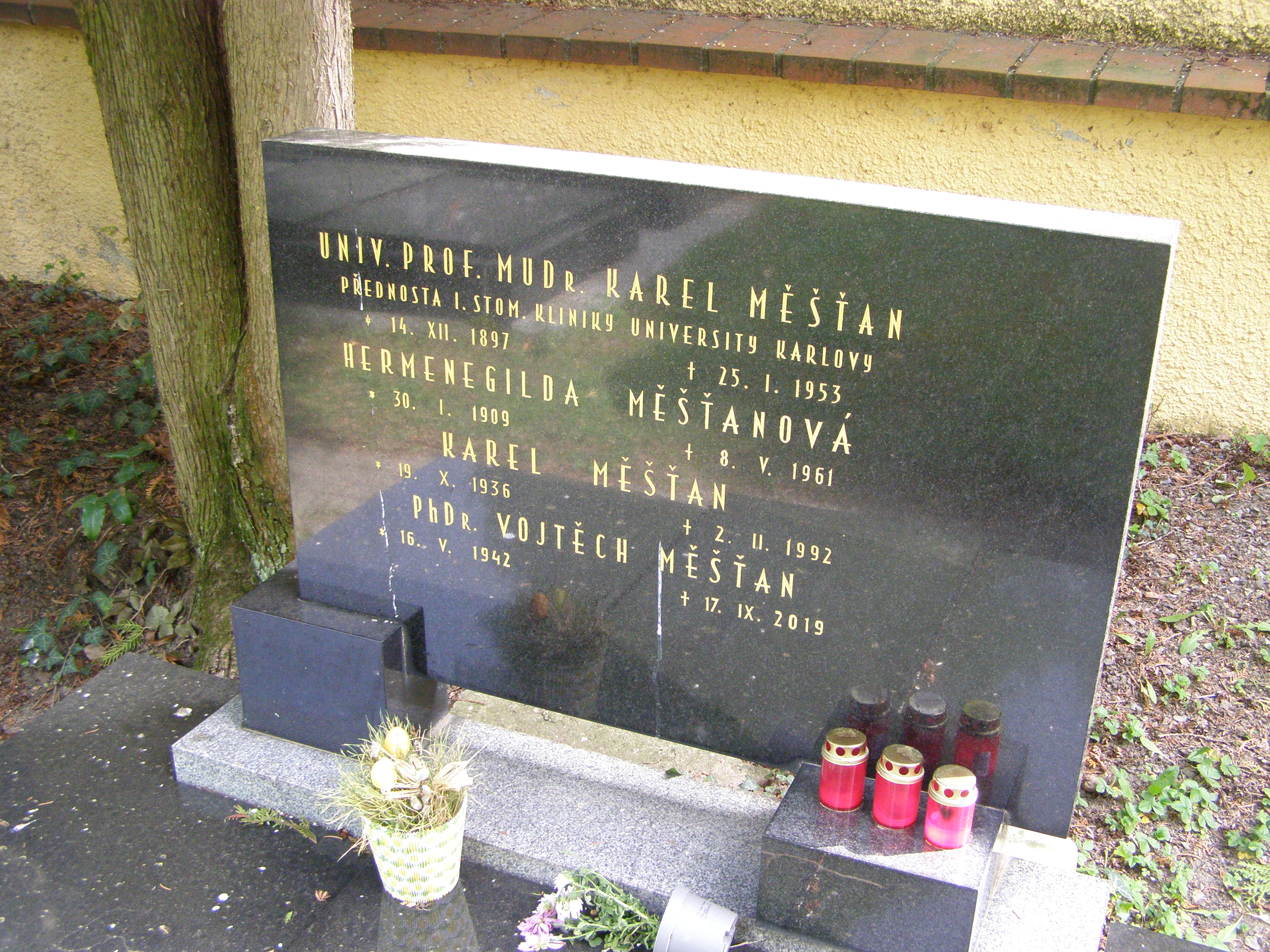
Hrob na hřbitově v Praze na Malvazinkách

Karel Měšťan (14. prosince 1897 Libníč – 25. ledna 1953 Praha) byl český stomatolog.

## Profesní kariéra
V roce 1937 byl jmenován docentem. V roce 1946 byl jmenován mimořádným profesorem Lékařské fakulty Univerzity Karlovy. Dne 9.8.1947 byl jmenován řádným profesorem Lékařské fakulty Univerzity Karlovy v Hradci Králové, a to s účinností od 1.4.1946; od 13.10.1947 do roku 1951  zde působil jako přednosta stomatologické kliniky.

## Publikační činnost:
- MĚŠŤAN, Karel. Resekce kořenového hrotu. [1. vyd.]. 78 str., Praha: Vědecké nakladatelství Jaroslava Tožičky, 1937.
- KOSTEČKA, František — MĚŠŤAN, Karel. Cysty v dutině ústní a čelistech. Praha: Tožička, 1938. 112 s.: il.
- MĚŠŤAN, Karel a Josef MIKSA. Průzkum kazivosti zubů v ČSR. 82 str., Praha: Zdravotnické nakladatelství, 1951.
- MĚŠŤAN, Karel — SAZAMA, Leon. Stomatochirurgie. 1. vyd. Praha: Státní pedagogické nakladatelství, 1952. 150 s.
- MĚŠŤAN, Karel — SAZAMA, Leon. Stomatochirurgie. 2. dopl. vyd. Praha: Státní pedagogické nakladatelství, 1953. 159 s.
- MĚŠŤAN, Karel — MIKSA, Josef. Erupce stálých zubů. Časopis lékařů českých, 1954, Roč. 93, č. 6, s. 137-140. ISSN 0008-7335.